# 김도연 (육상 선수)
김도연(金渡連, 1993년 9월 2일 ~ )은 대한민국의 육상 장거리 선수이다.
김도연은 서울체육중학교, 서울체육고등학교를 졸업하고, 대학 진학을 포기한 채 곧바로 실업팀에 뛰어 들었다. 그리고 10월 전국 체전에서 5000m와 1만m에서 우승하며 2관왕에 올랐다. 2018년 서울국제마라톤 겸 제89회동아마라톤에서 2시간25분41초의 기록으로 1997년 권은주가 기록한 2시간26분12초의 32초 앞당긴 기록으로 5위를 기록함에 동시에 21년만에 대한민국 여자 마라톤 한국신기록을 세웠다. 이로 인해 5000m, 하프마라톤, 풀코스마라톤까지 한국기록을 3개나 보유하게 되었다.

## 경력
- 제18회 자카르타·팔렘방 아시안게임 대한민국 여자 육상 국가대표 (6위)

## 수상내역
- 2017년 인천국제하프마라톤대회 하프마라톤 1위
- 2017년 중앙서울마라톤대회 마라톤 1위
- 2017년 인천국제하프마라톤대회 하프마라톤 1위
- 2018년 제47회 전국종별육상경기선수권대회 여자일반부 10000m 금메달
- 2018년 카가와마루가메국제하프마라톤대회 하프마라톤 5위 (1:11:00 한국신)
- 2018년 서울국제마라톤대회 국내 여자부 우승 (2:25:41 한국신)
- 2021년 도쿄올림픽 마라톤 국가대표 선발대회 마라톤 1위
- 2022년 JTBC서울마라톤대회 마라톤 1위
- 2024년 제78회 전국육상경기선수권대회 1500m 1위
- 2024년 제78회 전국육상경기선수권대회 5000m 1위